# 喬萬比奇 (北卡羅萊納州)
喬萬比奇（英語：Chowan Beach）是位於美國北卡羅萊納州喬萬縣的普查規定居民點。

## 人口
根據2020年美國人口普查的數據，喬萬比奇的面積為0.51平方千米，當中陸地面積為0.41平方千米，而水域面積為0.10平方千米。當地共有人口385人，而人口密度為每平方千米754.9人。